# Żarów

Żarów (prononcer /ˈʒaruf/, Saarau en allemand) est une ville polonaise située au sud de la voïvodie de Basse-Silésie, sur le territoire des Pré-Sudètes. La ville est localisée à onze kilomètres de Świdnica, à trente-cinq de Wałbrzych et à cinquante de Wrocław, au carrefour de voies ferroviaires et routières importantes en Basse-Silésie.

## Histoire
Les premières informations historiques sur la ville proviennent du XIVe siècle. En 1308, deux documents historiques sur un contentieux entre le clergé du village de Wierzbna et de la ville de Wrocław confirment la fondation de Żarów. La symbolique du blason de la ville a une longue histoire. Il existe plusieurs hypothèses, mais celle qui est la plus souvent approuvée dit que l’arbre, situé à gauche des armes, représente une très vieille allée de chênes dans le parc de la ville, et le feu, à droite, fait référence au passé. De plus, il est admis que les habitants des villages de la commune ont été producteurs de charbon de bois. De toute façon, on retrouve le feu dans l'étymologie du nom de Żarów (żar = brasier en polonais), en allemand « Sarrau ». Les premiers maîtres de Żarów, connus et cités dans les ouvrages et les documents historiques, viennent de la noblesse germanique. Il s'agit de Sigmund von Mülheim, grand agriculteur à l’époque. En fait, au cours de ses cinq premiers siècles, Żarów est un village très rural et non industrialisé. Cependant, en 1843, la construction de la ligne ferroviaire Wrocław – Świebodzice et la découverte de charbon et de kaolin influencent significativement le futur de la ville. De 1742 à 1945, Saarau fait partie de l'arrondissement de Schweidnitz dans le district de Breslau au sein de la province de Silésie. Son développement dynamique dans la deuxième moitié du XIXe siècle entraîne une augmentation rapide du nombre d’habitants : de 864 en 1871 à 3380 en 1905. Dès cette époque, Żarów change de statut économique et socio-culturel dans la région. Grâce aux investissements de la famille von Kulmitz, Żarów remplace son architecture rurale par une nouvelle architecture urbanisée. Entre les années 1914 et 1918, elle demeure loin des opérations militaires sur les deux fronts. La ville peut continuer à se développer pendant la Première Guerre mondiale. Pendant la Seconde Guerre mondiale, Żarów n’est pas non plus touché par les destructions jusqu’aux dernières étapes de la guerre. Le 7 mai 1945, les armées soviétiques prennent la ville. L’administration polonaise arrive le mois suivant. Ensuite, le 7 octobre de la même année, Żarów obtient le statut de ville dans la République populaire de Pologne.
Les premières élections municipales libres ont lieu en 1990. Elles créent de nouvelles conditions de fonctionnement et de développement de la commune. Aujourd’hui, Żarów est une ville bien urbanisée, comptant un peu moins de 7 000 habitants.

## Tourisme et culture
La commune de Żarów possède plusieurs lieux d'histoire intéressants et un bel environnement naturel attirant surtout les randonneurs. Żarów est considérée comme un petit centre touristique du District de Świdnica. En ville, on trouve une résidence-palais entourée par un très ancien parc municipal avec plusieurs monuments naturels. Le parc est maintenant en restauration pour restituer son état d’avant la Seconde Guerre mondiale. La mairie a proposé beaucoup d’idées pour le réaliser : fontaine, étang au centre du parc ou création d’un lieu commercial utilisé pendant les fêtes culturelles de la ville. Il y a aussi un lac qui s’est formé dans les dernières années avec l’exploitation du kaolin, dans la carrière « Andrzej ». Dernièrement, il est question d'y créer un centre nautique avec un hôtel et autres attractions touristiques. En route vers Świdnica, la commune de Żarów comporte aussi un village très pittoresque, Wierzbna, situé sur un grand escarpement de la vallée de la Bystrzyca. C'est le plus ancien village de la commune. Il est très connu grâce à son église romane et son couvent cistercien du XVIIIe siècle. Ce village possède aussi un ancien château d’eau du XVIIe siècle et une résidence-palais entourée  par un parc. Le village de Łażany, qui fait également partie de la commune, possède le premier pont de fer construit en Europe et le deuxième au monde, qui doit être restauré prochainement. Il sera probablement exposé dans un musée de la commune de Żarów. À Mrowiny, il y a aussi une résidence-palais entourée par un parc naturel. C’était l’ancienne résidence de la famille von Kulmitz, les fondateurs des premières usines de Żarów.
Les deux principales institutions culturelles de la commune sont le Théâtre Bezdomny et Bohumil Hrabal. En 2006, il a gagné le prix du XIIe Concours National des pièces contemporaines pour son spectacle « Chemin dans l’obscurité », organisé par le Ministère de la Culture nationale en coopération avec le Théâtre National polonais et l’Association des Artistes polonais. Ce prix est considéré comme un succès de Ryszard Dykcik, réalisateur et directeur de la troupe théâtrale. Le Centre Culturel de Żarów est l’organisateur de plusieurs fêtes dont les Journées de Żarów, le Festival de la Chanson d’enfant en Basse-Silésie, la Nuit celtique, et le Concours d’Acteurs Théâtre d’un seul poème.

## Économie
En 2001, la zone économique spéciale de Żarów a inauguré son activité. Au début, elle comptait 100 hectares, mais sa surface a doublé. Maintenant, elle rassemble une dizaine d'entreprises, notamment japonaises et européennes, surtout spécialisées dans les secteurs automobile et électroménager avec Electrolux. En dehors de la zone économique spéciale, on trouve aussi plusieurs PME qui représentent la majeure partie de l'emploi. Ce sont surtout de petites entreprises spécialisées dans les domaines du commerce de détail, du bâtiment et de la construction.

## Jumelages
La ville de Żarów  est jumelée avec :
- Újfehértó (Hongrie)
- Lohmar (Allemagne)
- Nymburk (Tchéquie)